# Månghövdade djur

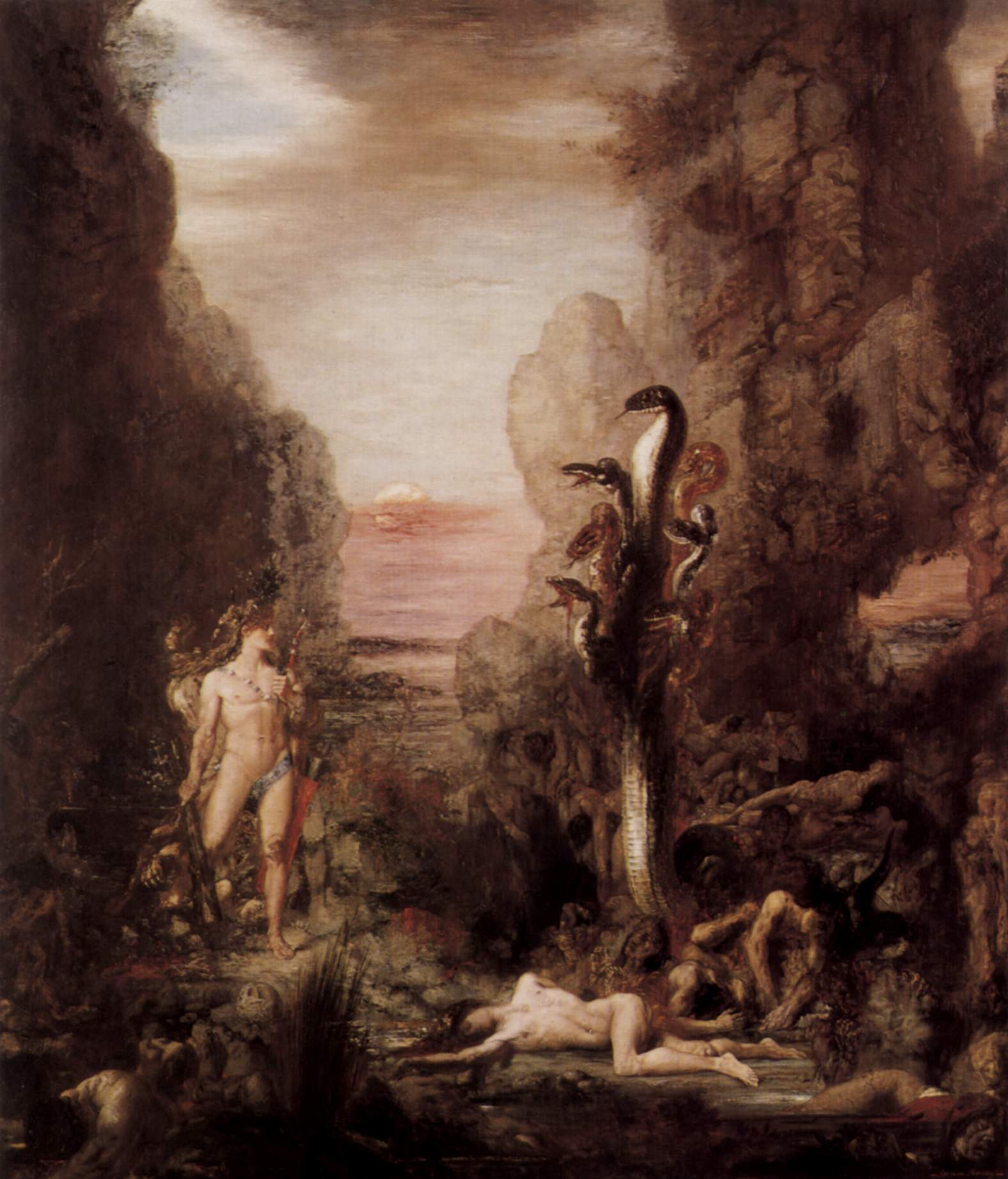
Herakles och Hydran av Gustave Moreau: Hydran är kanske det mest kända mytologiska flerhövdade djuret, och har blivit populär inom fantasykulturen.

Fler- eller månghövdade djur, i vetenskapliga termer polycefali, från grekiskans πολύ ('poly', i betydelsen flera) och κεφάλι ('kefali', i betydelsen huvud), är djur som har mer än ett huvud. Har den drabbade två huvuden kallas tillståndet dicefali. Tillståndet att ha två ansikten på ett och samma huvud kallas istället för diprosopus. Alla tillstånd är exempel på ansiktsmissbildningar.
Både i verkligheten och i mytologin finns det många exempel på flerhövdade djur, och det är en vanligt förekommande symbol inom litteraturen. Inom heraldiken och vexillologin är den tvehövdade örnen en vanlig symbol, även om man inte genom historien känner till att en sådan faktiskt någonsin har existerat. De enda exempel man har stött på i verkligheten är två- eller trehövdade djur, och dessa missbildningar bildas på samma sätt som hos siamesiska tvillingar. Det är ett resultat av en misslyckad separation av enäggstvillingar. Ett extremt exempel av tillståndet är craniopagus parasiticus där en fullt utvecklad kropp har en parasitisk tvillings huvud fastsatt vid skallbenet.
Tvåhövdade människor och djur har, även om det är ovanligt, varit ett känt fenomen som har dokumenterats länge. Två skotska bröder föddes med två huvuden omkring år 1460, och olika former av siamesiska tvillingar vars tillstånd lutar åt det dicefaliska har dokumenterats åtminstone sedan 945. Den 22 februari 2007 beskrev Biology Letters upptäckten av ett 120 miljoner år gammalt fossil av en tvåhövdad Hyphalosaurus lingyuanensis.

## I media och forskning
Flerhövdade djur blir ofta föremål för rubriker i lokala medier. De vanligast observerade tvåhövdade djuren är sköldpaddor och ormar, även om också boskap, får, grisar, katter och fiskar med jämna mellanrum observeras. 1894 kom rapporter om en tvehövdad fälthöna i Boston, Massachusetts. Vad som utmärkte sig hos denna individ var det faktum att den överlevde och blev vuxen med två perfekta huvuden. Liknande fall har flitigt studerats av forskare sedan åtminstone 1930-talet: i en studie från 1929 studerades en tvåhövdad kattunges anatomi. 2000 föddes den tvåhövdade albino råttsnoken We i fångenskap, med både manliga och kvinnliga könsorgan. Ormen utauktionerades på eBay med ett utgångspris på $150 000, även om auktionssidans policy mot att handla med levande djur omöjliggjorde affären. Ormen dog av naturliga orsaker vid åtta års ålder i juni 2007.
Tvåhövdade bruksdjur ingår emellanåt i missfostercirkusar på marknader. Den i Venice Beach huserar förmodligen den största samlingen av tvåhövdade individer, med över tjugo tvåhövdade och levande djur. Många naturhistoriska museer innehåller konserverade tvåhövdade djur, såsom Lausannes museum och Ripley's Believe It Or Not! i Gatlinburg, Tennessee. Ett välbevarat tvåhövdat lamm finns i museet i Llanidloes i Wales, och en levande tvåhövdad sköldpadda finns på det naturhistoriska museet i Genève, Schweiz.

## Anatomi
Varje huvud i ett flerhövdat djur har sin egen hjärna, och på ett eller annat sätt har de delad kontroll över kroppens organ och olika kroppsdelar, även om det sätt på vilket kontrollen delas varierar. Hos djur är ofta de bägge hjärnornas viljor motsatta, varför de rör sig desorienterat och förefallande snurrigt. En del strövar bara omkring utan att komma någon vart.  Ormhuvuden kan attackera och till och med försöka svälja varandra. Flerhövdade djur har därför en relativt låg överlevnadsgrad i det vilda jämfört med enhövdade djur. De flesta tvåhövdade ormar lever bara i några månader, även om det finns rapporter om djur som har levt ett helt liv och till och med reproducerat normal avkomma. En tvåhövdad svart råttsnok med separerade halsar och magar överlevde i 20 år, och den ovan nämnda We överlevde i fångenskap i åtta år. Det har spekulerats i att ormar i fångenskap blir så inavlade att risken för en tvåhövdad avkomma ökar.
Ett känt modernt fall är de mänskliga tvehövdade tvillingarna Abigail och Brittany Hensel, födda 1990. Tvillingarna har separerade huvuden och ansikten, varsin hjärna, ryggrad och hjärta, fyra lungor, två magar, två gallblåsor och tre njurar. De kontrollerar kroppsdelarna "på sin egen sida" var för sig och tvingas därför samarbeta för att röra sig och företa sig olika saker.

## Ett eller två djur?
Det är svårt att dra gränsen mellan vad som är ett djur med två huvuden och vad som är två huvuden som delar en kropp. Hos människor anses tvåhövdade siamesiska tvillingar som Abigail och Brittany Hensel vara tvillingar med två individer. Andra fall av siamesiska tvillingar som inte är tvåhövdade har kunnat separeras via kirurgiska operationer, såsom Chang och Eng Bunker, och även om Henseltvillingarna bara har ett par armar och ben kontrollerar de båda kroppsdelarna på sin sida. Hos andra djur är det dock vanligt att man snarare kallar det "ett djur med två huvuden". Ett av huvudena, speciellt hos trehövdade djur, är ofta underutvecklat och missformat och deltar därför inte mycket.